# Denise Lewis
Denise Lewis (West Bromwich, West Midlands, Inglaterra, 27 de agosto de 1972) es una atleta británica especialista en pruebas combinadas que fue campeona olímpica de heptatlón en los Juegos de Sídney 2000.

## Biografía

### Inicios
Comenzó a hacer atletismo en el Club Birchfield Harriers de Birmingham, de donde han salido otros destacados atletas británicos como Mark Lewis-Francis o Katharine Merry. Tras probar en diferentes eventos, se decidió por el heptatlón. Participó en su primer heptatlón en 1989, logrando una buena marca de 5277 puntos.
En 1991 participó en los Campeonatos de Europa Júnior de Tesalónica, Grecia, acabando en quinta posición con 5476 puntos. La victoria en esta prueba fue para la bielorrusa Natalia Sazanovich, que en los años siguientes sería una de sus principales rivales.
Su salto a la élite internacional se produjo en 1994, cuando logró el triunfo en los Juegos de la Commonwealth celebrados en Victoria, Canadá, haciendo además su mejor marca personal con 6.325 puntos. La medalla de plata fue para la australiana Jane Flemming y el bronce para la canadiense Catherine Bond-Mills.
Participó en los Campeonatos del Mundo de Gotemburgo 1995, donde acabó en la séptima posición con 6.299 puntos, una marca aceptable pero lejos de la ganadora, la siria Ghada Shouaa.

### Juegos de Atlanta 1996
Logró un importante éxito en los Juegos Olímpicos de Atlanta 1996, al obtener la medalla de bronce con 6.489 puntos, solo superada por Ghada Shouaa (oro) y la bielorrusa Natalia Sazanovich (plata). En estos Juegos también participó en la prueba de salto de longitud, aunque no logró clasificarse para la final. 
Lewis acabó ese año segunda en el ranking mundial de heptatlón tras Ghada Shouaa, con una marca de 6.645 puntos obtenida en Götzis, Austria.
En los Campeonatos del Mundo de Atenas 1997 ganó la medalla de plata con una gran marca de 6.654 puntos. La victoria correspondió a la veterana alemana Sabine Braun con 6739 puntos, que ganada así su segundo título mundial tras el conseguido en Tokio 1991. Denise Lewis volvió a finalizar el año 2.ª del ranking mundial con 6736 puntos, una marca que había logrado en Götzis a principios de junio.
En 1998 logró dos importantes triunfos. Primero ganó el oro en los Juegos de la Commonwealth de Kuala Lumpur, revalidando así el título logrado cuatro años antes. Y más tarde consiguió la victoria en los Campeonatos de Europa celebrados en Budapest, donde hizo 6.559 puntos que además era la mejor marca mundial de la temporada. La medalla de plata fue para la bielorrusa Sazanovich y el bronce para la polaca Urszula Wlodarczyk.

### Mundiales de Sevilla 1999
En los Campeonatos del Mundo de Sevilla 1999 mantuvo un emocionante duelo con la francesa Eunice Barber. Barber comenzó muy fuerte en los dos primeros eventos, haciendo grandes marcas en los 100 metros vallas y el salto de altura. Sin embargo falló en el lanzamiento de peso, su peor prueba, y Lewis se puso momentáneamente líder de la prueba. Al término de la primera jornada Barber solo le sacaba un punto de ventaja a Lewis.
Al día siguiente Barber logró despegarse al superar a Lewis en el salto de longitud por 22 centímetros, y más tarde aumentó su diferencia al hacer su mejor marca personal en lanzamiento de jabalina. De este modo la prueba final de los 800 metros fue un puro trámite para la francesa. Barber ganó el oro con 6.861 puntos y Denise Lewis la plata con 6.724 puntos, siendo estas las dos mejores marcas mundiales del año. El bronce fue para la siria Ghada Shouaa, ya muy alejada con 6.500 puntos.

### Juegos de Sídney 2000
Para el año 2000 sus esperanzas estaban puestas en los Juegos Olímpicos de Sídney. Comenzó el año con algunos problemas físicos, pero en su primera competición demostró estar en un magnífico momento de forma. Fue en Talence, Francia, los días 29 y 30 de julio, y allí consiguió hacer el mejor heptatlón de su vida con 6.831 puntos, un nuevo récord británico y de la Commonwealth.
La prueba de heptatlón de los Juegos Olímpicos de Sídney se celebró los días 23 y 24 de septiembre y Denise Lewis estaba considerada como una de las principales favoritas, junto a Barber y Sazanovich, aunque no estaba totalmente recuperada de sus problemas físicos.
En el primer evento, los 100 metros vallas hizo 13,23 que la situaron provisionalmente en 2.ª posición, tras la campeona mundial Eunice Barber que hizo 12,97 La vigente campeona olímpica Ghada Shouaa se vio obligada a abandonar por una lesión durante esta prueba.
En el segundo evento, el salto de altura, Lewis falló de forma clara y solo pudo saltar 1.75 metros, muy lejos de su marca personal que era de 1.87 metros y se vio relegada a la octava posición a 152 puntos de la líder Eunice Barber.
Las cosas se arreglaron para ella en el lanzamiento de peso, donde hizo 15.55 metros mientras que Barber falló clamorosamente y sólo lanzó unos pobres 11.27 metros. En esta prueba Natalia Sazanovich se colocó líder mientras Lewis ya estaba en segunda posición, a sólo 30 puntos de la bielorrusa.
En el último evento del día, los 200 metros, Lewis perdió una posición en favor de la rusa Natalia Roshchupkina, aunque continuaba con sus opciones de victoria intactas. Por su parte Eunice Barber había quedado ya descolgada en 7.ª posición. La clasificación al término del primer día era esta:
| Puesto | Atleta               | País | Puntos |
| ------ | -------------------- | ---- | ------ |
| 1.     | Natalia Sazanovich   | BLR  | 3.903  |
| 2.     | Natalia Roshchupkina | RUS  | 3.872  |
| 3.     | Denise Lewis         | GBR  | 3.852  |
| 4.     | Urszula Wlodarczyk   | POL  | 3.805  |
| 5.     | Yelena Prokhorova    | RUS  | 3.771  |
| 6.     | Sabine Braun         | ALE  | 3.770  |
| 7.     | Eunice Barber        | FRA  | 3.707  |
| 8.     | Karin Specht-Ertl    | ALE  | 3.697  |

El segundo día comenzó con el salto de longitud. Lewis y Sazanovich saltaron de forma similar (6.48 Lewis por 6.50 Sazanovich) La rusa Prokhorova subió a la tercera posición gracias a un gran salto de 6.59 mientras que la otra rusa Roshchupkina quedó descolgada de los primeros puestos con un muy discreto salto de 5.47
El lanzamiento de jabalina sería la prueba clave del heptatlón, ya que Lewis lanzó hasta los 50.19 metros superando ampliamente a todas sus rivales y se colocó líder a falta de una sola prueba. Sazanovich solo lanzó 43.97 metros, con lo que perdió el liderato. A falta de los 800 metros, Lewis le sacaba 63 puntos a Sazanovich y 83 a Prokhorova.
En los 800 metros Lewis sólo tenía que vigilar a sus rivales para conservar el primer puesto, intentando que no le sacaran mucha ventaja. La rusa Prokhorova fue muy agresiva tirando muy fuerte desde el principio para intentar descolgar a sus rivales. Por su parte Lewis no estaba en plenas condiciones físicas y lo pasó bastante mal durante la prueba. Prokhorova ganó los 800 metros con un buen tiempo de 2:10.32. 
Cuando Denise Lewis llegó a la meta con 2:16.83 no estaba nada segura de haber mantenido el liderato. Sin embargo poco después se anunciaba que Denise Lewis era finalmente la campeona olímpica de heptatlón con 6.584 puntos. Gracias a su gran esfuerzo la rusa Prokhorova se hizo con la medalla de plata, relegando a la bielorrusa Sazanovich a la de bronce. Esta fue la clasificación final de la prueba:
| Puesto | Atleta               | País | Puntos |
| ------ | -------------------- | ---- | ------ |
| 1.     | Denise Lewis         | GBR  | 6.584  |
| 2.     | Yelena Prokhorova    | RUS  | 6.531  |
| 3.     | Natalia Sazanovich   | BLR  | 6.527  |
| 4.     | Urszula Wlodarczyk   | POL  | 6.470  |
| 5.     | Sabine Braun         | ALE  | 6.355  |
| 6.     | Natalia Roshchupkina | RUS  | 6.237  |
| 7.     | Karin Specht-Ertl    | ALE  | 6.209  |
| 8.     | Tiia Hautala         | FIN  | 6.173  |

Denise Lewis era la primera atleta británica en ganar el heptatlón en unos Juegos Olímpicos, aunque Mary Peters había ganado el pentatlón, antecedente directo del heptatlón, en los Juegos de Múnich 1972. El canal de televisión británico "Channel 4" incluyó la victoria de Lewis en Sídney entre los 100 grandes momentos deportivos de toda la historia.

### Última etapa
Tras su victoria olímpica Lewis estuvo un tiempo alejada de las pistas, y se vio envuelta en numerosos problemas físicos. Participó en los Campeonatos del Mundo de París 2003 finalizando en 5.ª posición. 
Intentó defender su título olímpico en los Juegos de Atenas 2004, aunque tuvo que abandonar a falta de dos pruebas debido a problemas físicos cuando ocupaba una posición bastante retrasada.
En junio de 2005 anunció su retirada definitiva del atletismo.
Junto a Kelly Holmes y Paula Radcliffe, Denise Lewis es una de las grandes estrellas del atletismo británico de los últimos años. Fue elegida la Deportista del Año por la BBC en dos ocasiones (1998 y 2000)
Su mejor marca personal en el heptatlón de 6.831 puntos lograda el 20 de julio de 2000 en Talence es actualmente la 12.ª en el ranking mundial de todos los tiempos.
Además del atletismo Denise es muy aficionada al baile. En 2004 participó en el concurso de la BBC "Strictly Come Dancing", similar al ¡Mira quién baila! de la televisión española.

## Resultados

### Competiciones
| Año  | Competición               | Lugar      | Puesto | Marca   |
| ---- | ------------------------- | ---------- | ------ | ------- |
| 1994 | Juegos de la Commonwealth | Victoria   | 1.º    | 6.325 p |
| 1995 | Campeonato del Mundo      | Gotemburgo | 7.º    | 6.299 p |
| 1996 | Juegos Olímpicos          | Atlanta    | 3.º    | 6.489 p |
| 1997 | Campeonato del Mundo      | Atenas     | 2.º    | 6.654 p |
| 1998 | Juegos de la Commonwealth | Victoria   | 1.º    | 6.513 p |
| 1998 | Campeonato de Europa      | Budapest   | 1.º    | 6.559 p |
| 1999 | Campeonato del Mundo      | Sevilla    | 2.º    | 6.724 p |
| 2000 | Juegos Olímpicos          | Sídney     | 1.º    | 6.584 p |
| 2003 | Campeonato del Mundo      | París      | 5.º    | 6.254 p |

### Mejores marcas
- Heptatlón - 6.831 (Talence, 30 Jul 2000)
- 100 m vallas - 13,13 (Talence, 29 Jul 2000)
- Salto de altura - 1.87 (Sevilla, 21 Ago 1999)
- Lanzamiento de peso - 16.12 (Sevilla, 21 Ago 1999)
- 200 metros - 24,10 (Götzis, 31 de mayo de 1997)
- Salto de longitud - 6.69 (Talence, 30 Jul 2000)
- Lanzamiento de jabalina - 51.48 (Mánchester, 10 Jul 2004)
- 800 metros - 2:12,20 (Talence, 30 Jul 2000)